# Raymond Georgein
Raymond Lucien Georgein, né le 25 août 1920 à Cheny dans l'Yonne et mort le 19 avril 1999 dans le 20e arrondissement de Paris, est un artiste peintre, sculpteur, plasticien et collagiste français.
Ses peintures se distinguent par une esthétique singulière mêlant post-cubisme, érotisme, symbolisme et une forte dimension politique. Son œuvre, bien que moins connue aujourd’hui, a été saluée par la critique pour sa richesse formelle et sa profondeur thématique.

## Biographie
Raymond Georgein est le fils de Rolland Georgein, employé de chemin de fer, et de Lucie Beaufils. Il nait dans un milieu favorable aux arts : son père joue du violon et son parrain est artiste-peintre. Le cinéma occupe une place particulièrement importante dans son enfance. Il étudie le violon pendant sept ans.
En 1933 il s'oriente vers l'enseignement technique pour devenir ingénieur aux Arts-et-Métiers. Parallèlement, il suit des cours de dessin et de peinture.
En 1938, il est admis au concours d'entrée de l'École nationale d'arts et métiers de Châlons-sur-Marne Il obtient le diplôme d'ingénieur en 1942.
En 1942, il se marie avec Lucienne Lesjean et a deux enfants. Il entre comme attaché à la SNCF, mais se rend compte qu'il s’est complètement trompé de carrière. Il entreprend des études littéraires et philosophiques. Il effectue divers voyages jusqu'en 1948.
En 1949, il quitte la SNCF et Paris pour entrer dans l'enseignement, à Bayonne, comme professeur de dessin. Il y restera jusqu'en 1958. Il commence à peindre.
En 1950, il revient à la peinture et à la musique.
À partir de 1955, il présente ses œuvres dans des expositions collectives, la plupart à Paris, notamment le Salon des Artistes Indépendants, les Salons d'Automne, le Salon Comparaisons et le Salon des Peintres Témoins de leur Temps.»
Il réalise sa première exposition personnelle en 1956 à Paris. Ses peintures atmosphériques (des œuvres fantomatiques dans des nuances de bleu, beige et gris) montrent souvent des  scènes d'extérieur avec des personnages, des voitures, des avions et des bâtiments avec une intersection surréaliste, les formes se fondant les unes dans les autres.
Il obtient rapidement une renommée internationale pour ses tableaux Ses œuvres sont exposées dans des galeries à Paris et à l'étranger, en particulier en Chine. Wang Duanting, chercheur et chef à la Section des Arts étrangers de l'Institut des Beaux-Arts de l'Académie Nationale des Arts de Chine (par ailleurs professeur et directeur de doctorat au Département des Beaux-Arts de la Graduate School de l'Académie Nationale des Arts de Chine, membre du comité d'experts du Centre national de recherche sur l'art contemporain, de la Western Returned Scholars Association et de la Chinese Artists Association), a publié en 1996 un livre sur Raymond Georgein : The Crazy Loneliness Painting Art of Raymond Georgein.
En 1963, il organise pour le Musée de Pistoia une exposition des peintures de L'École de Paris, autour de 35 artistes français et italiens résidant à Paris et appartenant aux principales tendances de la peinture contemporaine (exposition présentée ensuite à Rome et Florence). En 1964, il réalise une exposition sur le thème « L'automobile et la vie », au Musée de l'Automobile du Mans, puis une autre très importante, pour Renault Champs-Élysées, à Paris (avec César, Gianni Bertini, Arman, Jaquet, Bernard Rancillac).
Raymond Georgein réalise ses premiers  collages en 1966 et abandonne progressivement la peinture.
Durant mai 1968, il fait partie de l'atelier des Beaux-Arts avant son expulsion par les forces de l'ordre. Il entraîne une partie de ses amis dans un nouvel atelier situé au-dessus du bureau de Michel Rocard, alors secrétaire national du PSU.

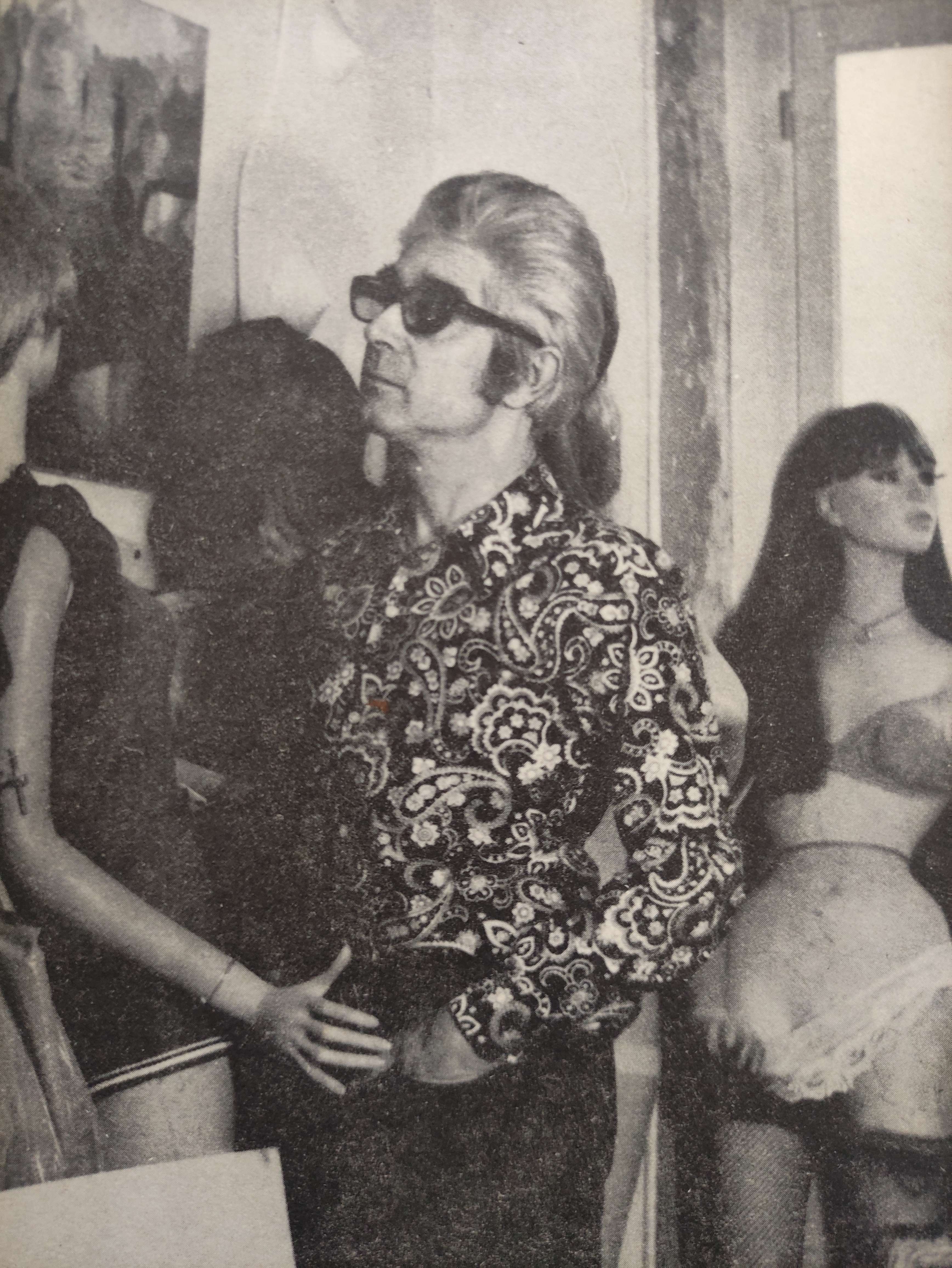
Raymond Georgein en 1973

Raymond Georgein devient membre de la section PSU du 20e arrondissement de Paris. Il réalise des affiches « écologiques » sur le nucléaire, les transports, la ville..., crée et anime un atelier sérigraphie pour la section. À Raymond Georgein succède comme dessinateur un autre peintre de la section, Claude Picart.
En 1969, il expose des portraits de stars du cinéma et du théâtre : Multi-portraits. Il organise également une exposition itinérante sur le thème « Les foules de notre temps » avec la participation de Gianni Bertini, Yehuda Neiman, Mimmo Rotella, Nikos, Gérard Tisserand, Antoni Miralda, Joan Rabascall.
En 1970 il commence ses premières sculptures érotiques en polyester.
En 1972, il travaille comme décorateur et costumier pour la pièce de théâtre Phèdre, passion noir et blanc de Bertrand Tavel créée à Vincennes au Théâtre Daniel Sorano.
Il décède le 19 avril 1999 dans son atelier-domicile situé au 27 rue de la Py dans le 20e arrondissement de Paris (et non en 2002 comme on peut le lire de manière erronée sur des sites de maison de ventes aux enchères). Son corps est incinéré le 26 avril 1999 au monument crématoire du Cimetière du Père-Lachaise.

## Évolution stylistique par périodes
Guy Philippon distingue quatre périodes chez Raymond Georgein :
- 1re période (1950-1966) : les premières toiles de l'artiste stigmatisaient « le sinistre enfermement concentrationnaire des immeubles pompidoliens de très grande hauteur. » Dans cette période, Raymond Georgein place également des figures fantomatiques sur des perspectives vertigineuses, des escaliers et des arcades sans fin. Les thèmes des voitures et des avions sont marquants.
- 2e période (1966-1970) : cette « période fascinée par mai 68 fut celle des collages surréalistes avec des peintures mixant foules de manifestants, sexes, visages, journaux. »
- 3e période (1970-1980) : « il associa peinture et sculpture, à partir de morceaux de mannequins féminins de grands magasins, peints d'une blancheur éclatante. »
- 4e et dernière période (1980-1990) : « Elle a été marquée par l'influence de son amie chinoise, avec de délicates couleurs pastel derrière de fins réseaux de toiles. »

## Thèmes récurrents
Les œuvres de Georgein explorent souvent des thèmes tels que l’urbanisme futuriste, l’érotisme, la politique et le mouvement. Son style mêle des éléments géométriques à des représentations humaines stylisées, créant une atmosphère à la fois froide et chargée de symboles. Il utilisait diverses techniques, notamment la peinture à l’huile, le collage et la lithographie, pour exprimer sa vision du monde.

## Accueil critique et reconnaissance
Selon le dictionnaire Bénézit des artistes, le style de Raymond Georgein « est issu de la tradition postcubiste et son œuvre est souvent érotique. »
Pour sa première exposition à Paris en 1956, le journal Le Monde souligne les thèmes du peintre : « les effets outrés de perspective de gratte ciel (espace dynamique, survol), dans un style géométrique et glacial. »
Lors d'une exposition à la Galerie du Colisée en 1962, le journal Libération avait écrit : « Personnalité exceptionnelle, voilà bien le trait dominant que révèle, avec la science du dessin et les subtilités d'une palette de coloriste, l'exposition présente. Une précédente avait montré en lui un "Piranese du futur". Non moins gorgé de pensées, de symboles, non moins riche en particularités d'une rare originalité décorative, Georgein semble sculpter ses formes humaines dans des bronzes lisses tout en les peignant. Il ne doit rien à la mode, et échappe même au surréalisme. Il est un artiste hors-série.»
Guy Philippon résume l'œuvre de Raymond Georgein : « Sa peinture et sa vie sont une synthèse harmonieuse de l'art, de la politique et de l'érotisme. »
Bien que quelque peu oublié après les années 1970, Raymond Georgein a été redécouvert par des amateurs d’art intéressés par les mouvements des années 1960 et 1970. 

## Liste des expositions
Ses œuvres ont été exposées dans de nombreuses galeries et acquises par des musées internationaux, témoignant de l’importance de son apport artistique.

### Expositions particulières
- 1956 : Galerie Page (Bayonne), Galerie Marforen (Paris), Galleria Numero (Florence, Italie)
- 1957 : Galerie Page (Bayonne), Maison de la Presse (Angers), Galerie Furstenberg (Paris)[22], Galeria Dintel (Santander, Espagne), Marshall Field & Co (Chicago), Museo Civico (Pistoia, Italie)
- 1958 : Berry-Hill Galleries (New York)[23], Galleria dell'Annunciata (Milan, Italie) (30/10-20/11/1958)[24]
- 1959 : Galerie Pigalle (Paris)
- 1962 : Galerie du Colisée (Paris), Maison de la Presse (Angers)
- 1963 : Galerie de la Madeleine (Bruxelles)
- 1964 : Galerie La Palette Bleue (Paris) sur le thème « L'Automobile et la Vie », Galerie Galaxie (Detroit)
- 1965 : Flint Institute of Arts, à Flint, Galerie Racines (Bruxelles), Musée de Toulon[25].
- 1966 : Galerie Dumay (Paris), Galerie La Palette Bleue (Paris), Galerie Münster (Berne, Allemagne), Galerie des Deux Mondes (New York), Qautas Airways (Paris)
- 1967 : Musée de l'Automobile (Le Mans)
- 1968 : Institut français (Munich)
- 1970 : Galerie Marbeuf (Paris), Biblioteca Comunale Piombino, (Italie)
- 1971 : Galerie Ranelagh (Paris), Museo di Volterra (Volterra), Studio 41 (Rome)

### Expositions de groupe
À Paris
- Galerie Mariac
- Galerie M. Bernheim
- Galerie du 16e
- Galerie Polony
- Galerie 7
- Galerie Welter
- Atelier de la Bûcherie (1968)

En province
- Résidence Carlton, à Biarritz (1956)
- Galerie L'Ami des Lettres, à Bordeaux (1956)
- Galerie Art de France, à Cannes
- Université Internationale d'Ustaritz
- Galerie Landwerlin, à Strasbourg
- Musée de Mont-de-Marsan
- Musée de l'Automobile, au Mans (1964) : exposition sur le thème « L'automobile et la vie ».
- Galerie Florentin, à Dieulefit

À l'étranger
- Bourse de Commerce, à Namur
- Chiltern Gallery, à Londres
- Haus Dornbusch, à Francfort-sur-le-Main (1963)
- Museo Civico, à Pistoia (1963) : exposition de 35 peintres parisiens.
- Galerie au Predigern, à Zürich
- Minautor Gallery, à Toronto
- Galerie du Perron, à Genève
- Art Continental, à New York
- Galerie Chédel, à Genève
- Galerie Sonnegg, à Zürich
- Galerie Pénélope, à Rome
- Galerie Schumacher, à Munich
- Centre culturel Français à Rome
- Institut Français, à Florence

### Salons
À Paris
- Salon des Indépendants
- Salon d'Automne
- Salon des peintres témoins de leur temps, Musée Galliera (1962, 1964, 1966, 1970, 1976)
- Salon Terres Latines
- Salon de la Nationale des Beaux-Arts
- Salon du Dessin et de la peinture à l'eau (1967)

En province
- Salon Contraste, à Lyon (1957)
- Salon de Nevers (1957)
- Salon d'Asnières

## Musées et collections publiques

### Acquisitions officielles en France
- Collège technique de Bayonne : Survol (huile, 1956, 116x81)
- Collections de Saint-Cyprien (Fondation Desnoyer), à Saint-Cyprien : Le Pont (huile, 1963, 73x60)[26]
- Musée Mandet de (Riom) : Le Passage de la course (huile, 1964, 73x60)[27]
- Musée d'art moderne de Paris : Avant le décollage (1965). N° d'inventaire : AME 304[28]
- Musée d'art et d'archéologie de Toulon
- Palais des archevêques de Narbonne : Loisirs (huile, 1963,  73x92). N° d'inventaire : 66.5.1

### Acquisitions officielles à l'étranger
- Musée d'Art du Néguev / The Negev Museum of Art, à Dimona (Israël)
- Musée de Francfort : Les Vacances (huile, 1962, 165x62)
- Musée de Palerme
- Musée de la collection Mazzolini (musée d'art moderne situé à l'intérieur de l'Abbaye de San Colombano à Bobbio, en Italie) : Pudeur (1956, 100x65), Rosa in Piazza Duomo (1959)[29], La Faim (1968), Lunettes (1968-1969).
- Museum of Modern Art (New York, N.Y.)[30]

## Costumes et décors pour le théâtre
- Phèdre, passion noir et blanc. Texte établi par Bertrand Tavel ; d'après la légende crétoise ; décors de Raymond Georgein ; costumes de Raymond Georgein. Création : Théâtre Daniel Sorano (Vincennes) le 8 mars 1973. Distribution :	Avec Catherine Salmona (Diane) ; Catherine Aber (Vénus) ; Michal Parent (Le Précepteur) ; Philippe Hery (Hippolyte) ; Catherine Brea (La Nourrice) ; Christiane Marcou (Phèdre) ; Suzy Varenne (La Secrétaire du royaume) ; Bertrand Tavel (Thésée) ; Emmanuel Renard (L'Envoyé d'Athènes) ; France Olivier ou Béatrice Martin (Aricie).

## Œuvres
D'après Yvan Bettex, Raymond Georgein est, en 1965, l'auteur de plus de 600 toiles. Il en a détruit une cinquantaine environ. Il a fait en outre près de 200 gouaches et de nombreux dessins, de la gravure et de la lithographie en couleurs.

### Huiles sur toile
- Délire (89x116)
- Au balcon (110x83x30)
- Pudeur (100x65) : Musée de la collection Mazzolini
- Paradis artificiel (73x60)
- Soirée (73x60)
- L'appel du vide (65x81)
- Les Vacances (165x62) : Ville de Francfort
- La Lunette arrière (61x38)
- Rentrée de nuit (60x81)
- Meeting (60x73)
- Fin de réception (73x60)
- Par-dessus les campagnes (92x65)
- Remontée de minuit (90x45)
- Les Flâneurs
- Nu avec des oiseaux (1955, 54x65)
- Retour (1956)
- Délire (1956, 89x116)
- Silhouettes dans la ville (1956)
- Rue du Quartier rouge (1956, 84x63)
- Survol (1956, 116x81) : Collège Technique de Bayonne.
- Les Horizons de l'espérance (1957, 46x29)
- Escalier en perspective (1958)
- La Baigneuse (1959, 54x73)
- Rosa in Piazza Duomo (1959) : Musée de la collection Mazzolini
- La Grue (1959, 72x54) : Ville de Paris
- La Garçonne (1959, 81x45)
- Silhouettes surréalistes (1961, 54x32)
- Les idoles (1962, 61x50)
- Les Vacances (1962, 165x62) : Ville de Francfort
- Fin du spectacle (1963, 16,5x24,5)
- Retour de bal (1963, 43x16)
- Rallye d'hiver (1963, 73x60) : Ville de Paris
- Départ au matin (1963, 73x54)
- Le Pont (1963, 73x60) : Fondation Desnoyer, Saint-Cyprien
- Jour férié (1963, 60x80)
- Libération (1963, 49x36)
- Paris by night (1963, 65x91)
- La Halte (1964, 38x55)
- Passage de la course (1964, 73x60) : Musée de Riom
- Voitures sous la pluie (1964, 35x45,5)
- Manœuvres aériennes (1964)
- Paysage animé (1965)
- Entretien des avions (1965, 46x61)
- Automne (1965, 35x24,2)
- Avant le décollage (1965)
- Loisirs (1965)
- Provence (1965, 33x46)
- L'Auto dans le matin (1965)
- Passage d'avions (1966, 53,5x64)
- Planeur (1966, 81x65)

### Collages
- Voyage interplanétaire (1966, 80x65)
- Lunettes (1968, 55x65) : Musée de la collection Mazzolini
- Cosmonautes (1968)
- Sans changer le cerveau (1968, 92x65)
- La Faim (1968) : Musée de la collection Mazzolini
- Mai 1968

### Gouaches
- Architecture (1956, 72x31)
- New York (1956, 100x81)

### Dessins
- Entre les bâtiments (32x23)
- Parking à l'aéroport[32]
- L'Entrée du garage

### Gravures
- Aéroport (à la pointe sèche, 50 exemplaires)

### Lithographies
- Avant le décollage (1965, en couleurs, 90 exemplaires, 65x48,5)
- Paysage animé (1965, 150 exemplaires, 32x25)
- Mai 68 (1972, 150 exemplaires, 54x43,5)
- Nu féminin (1983, en couleurs)

### Illustrations pour des textes littéraires
- Les Chefs-d'œuvre du crime / assemblés et présentés par Jacques Sternberg, Jacques Bergier et Alex Grall. Paris : Planète, 1965.
- Passation de pouvoir (Day of Succession, 1959) de Theodore L. Thomas ; trad. Brigitte André. Planète n° 28, mai-juin 1966, p. 88-96.
- Bombardeo Troyano (𝘛𝘩𝘦 𝘛𝘳𝘰𝘫𝘮𝘢𝘯 𝘉𝘰𝘮𝘣𝘢𝘳𝘥𝘮𝘦𝘯𝘵, 1967), de Christopher Anvil, 𝘕𝘶𝘦𝘷𝘢 𝘋𝘪𝘮𝘦𝘯𝘴𝘪𝘰𝘯 : 𝘊𝘪𝘦𝘯𝘤𝘪𝘢 𝘍𝘪𝘤𝘤𝘪𝘰𝘯 𝘺 𝘍𝘢𝘯𝘵𝘢𝘴𝘪𝘢 n° 109, 02/1979, p. 9-19. Trad. Marila Estévez.
- Les Cinéfans, de  Andréa Turquetit,  Plexus n° 31, janvier 1970, p. 36-49.

### Catalogues d'exposition
- Peintures récentes de Georgein du mercredi 3 au samedi 20 juillet 1957. Paris : Galerie Furstenberg, 1957, 4 p.
- Musée d'art et d'archéologie. Toulon. Georgein. Exposition du 16 juillet au 1er août 1965. Toulon : Musée d'art et d'archéologie, 1965, 4 p. (BNF 33111185)
- Exposition de peinture : Georgein, Hilaire, Marzelle, Montané, juillet-août-septembre 1966, Palais des Archevêques de Narbonne. Narbonne : Musées de Narbonne, 1966. (BNF 35805809)
- Mario Tozzi in galleria. Raymond Georgein nel salone : dal 30 ottobre al 20 novembre 1958. Milan : Galleria d'arte "L'Annunciata", 1958.
- Raymond Georgein / textes de Domenico Javarone, Bernard Fillaire. Rome ; Milan : Carte segrete, coll. "Artisti contemporanei" n° 4, 1973, 78 p. Publ. à l'occasion de l'exposition qui s'est tenue à Milan à la Eros Galleria-Libreria en 1973.

### Sur Raymond Georgein
- Le Delarge, dictionnaire des arts plastiques modernes et contemporains : notice consultable en ligne.
- Yvan Bettex, Les Cahiers d'Art-documents n° 214, Raymond Georgein. Encyclopédie générale des beaux-arts aux XIXe et XXe siècles, peintres, sculpteurs, graveurs, architectes, décorateurs. Genève : Pierre Cailler - Tous les livres, 1965, 16 p. 5e série, 2. École française, 141. (BNF 32906993)
- Guy Philippon, Mon PSU : dialogue avec Stéphane Sitbon-Gomez. Paris : Les Petits Matins, 04/2013, 313 p.  (ISBN 978-2-36383-081-4)
- SHAO Huiliang, « On Raymond Georgein's Pen-an-ink Drawing », Journal of Zhenjiang Teachers College n°1, 2001, p. 116-117.
- Wang Duanting, The Crazy Loneliness Painting Art of Raymond Georgein (Le Solitaire fou : l'art de la peinture de Raymond Georgein). Shanghai Literature and Art Publishing House (Maison d'édition littéraire et artistique de Shangai), 1996, 119 p.  (ISBN 9787532111756)